# Menemerus natalis
Menemerus natalis är en spindelart som beskrevs av Wesolowska 1999. Menemerus natalis ingår i släktet Menemerus och familjen hoppspindlar. Inga underarter finns listade i Catalogue of Life.